# Динер, Дан
Дан Ди́нер (нем. Dan Diner; род. 20 мая 1946, Мюнхен) — немецкий историк и писатель. Преподаватель Еврейского университета в Иерусалиме, бывший руководитель Института еврейской истории и культуры имени Симона Дубнова, лектор исторического семинара в Лейпцигском университете. Член Саксонской академии наук.

## Биография
Дан Динер по окончании реальной школы выучился на механика по точным работам, затем учился в гимназии имени Ульриха фон Гуттена в Шлюхтерне. Поступил во Франкфуртский университет имени Иоганна Вольфганга Гёте на юридический факультет. В 1973 году защитил диссертацию по международному праву, габилитировался в 1980 году. В 1980—1985 годах занимал должность профессора современной арабской истории в Оденсском университете, в 1985 году был приглашён на кафедру неевропейской истории Эссенского университета. С 1988 года являлся профессором европейской истории в Тель-Авивском университете, где в 1994—1999 годах возглавлял Институт истории Германии.
В 1999 году Дан Динер возглавил Институт еврейской истории и культуры имени Симона Дубнова и преподавал на историческом семинаре в Лейпцигском университете. С 2001 года являлся профессором современной европейской истории в Еврейском университете в Иерусалиме.
В 2006 году Дан Динер был награждён премией Эрнста Блоха города Людвигсхафена. Динер являлся приглашённым профессором в разных университетах и исследовательских учреждениях и работал во многих научных организациях.

## Сочинения
- Rituelle Distanz. Israels deutsche Frage. Deutsche Verlagsanstalt, München 2015, ISBN 978-3-421-04683-3.
- Zeitenschwelle. Gegenwartsfragen an die Geschichte. Pantheon, München 2010, ISBN 978-3-570-55129-5.
- Aufklärungen: über Varianten von Moderne, illustriert von Martial Leiter . Vontobel-Stiftung, Zürich 2008.
- Gegenläufige Gedächtnisse. Über Geltung und Wirkung des Holocaust. Vandenhoeck & Ruprecht, Göttingen 2007, ISBN 978-3-525-35096-6 .
- Versiegelte Zeit. Über den Stillstand in der islamischen Welt. Berlin 2005, ISBN 3-549-07244-9.
- als Herausgeber: Synchrone Welten. Zeitenräume jüdischer Geschichte. Vandenhoeck & Ruprecht, Göttingen 2005, ISBN 978-3-525-35090-4.
- Gedächtniszeiten. Über jüdische und andere Geschichten. München 2003, ISBN 3-406-50560-0
- Feindbild Amerika. Über die Beständigkeit eines Ressentiments. Berlin 2002, ISBN 3-549-07174-4.
- als Hg.: Historische Migrationsforschung. Universität Tel Aviv — Fakultät für Geisteswissenschaften — Forschungszentrum für Geschichte — Institut für Deutsche Geschichte. Bleicher, Gerlingen 1998.
- Beyond the Conceivable. Studies on Germany, Nazism and the Holocaust. Berkeley 2000.
- Das Jahrhundert verstehen. Eine universalhistorische Deutung. Luchterhand, München 1999, ISBN 3-630-87996-9.
  - Übersetzung ins Englische: Cataclysms. A History of the Twentieth Century from Europe’s Edge. University of Wisconsin Press, Madison, Wisconsin 2008, ISBN 978-0-299-22350-2.
- als Hrsg., mit Michael Stolleis: Hans Kelsen and Carl Schmitt. A juxtaposition. Bleicher, Gerlingen 1999, ISBN 3-88350-466-1.
- Kreisläufe: Nationalsozialismus und Gedächtnis. Berlin-Verlag, Berlin 1995, ISBN 3-8270-0157-9.
- mit Frank Stern, als Hrsg.: Nationalsozialismus aus heutiger Perspektive, im Auftrag des Instituts für Deutsche Geschichte, Universität Tel Aviv. Bleicher, Gerlingen 1994, ISBN 3-88350-497-1.
- Weltordnungen. Über Geschichte und Wirkung von Recht und Macht. Frankfurt am Main 1993.
- Der Krieg der Erinnerungen und die Ordnung der Welt (=Rotbuch-Taschenbuch, Band 50). Rotbuch, Berlin 1991, ISBN 3-88022-060-3.
- als Hrsg.: Zivilisationsbruch: Denken nach Auschwitz. Fischer Taschenbuch 4398, Frankfurt am Main 1988, ISBN 3-596-24398-X.
- als Hrsg.: Ist der Nationalsozialismus Geschichte? Zu Historisierung und Historikerstreit. Fischer Taschenbuch 4391, Frankfurt am Main 1987, ISBN 3-596-24391-2.
- Israel in Palästina. Über Tausch und Gewalt im Vorderen Orient. Athenäum, Königstein im Taunus 1980, ISBN 3-7610-8219-3
- Der Einfluss von Kriegsbegriff und Waffenstillstandsvertrag auf das Kriegsende im modernen Völkerrecht. Frankfurt am Main 1973.